# Cercomela
Cercomela là một chi chim trong họ Muscicapidae.

## Các loài
Theo truyền thống chi này bao gồm 9 loài. Tuy nhiên, kết quả phân tích phát sinh chủng loài của Outlaw và ctv (2010) cho thấy chi này là đa ngành. Vì thế, người ta đề xuất chia tách nó ra, với 5 loài xếp về chi Oenanthe, 3 loài trong chi Emarginata mới được phục hồi và 1 loài trả về chi Pinarochroa. 
- Cercomela sinuata: Nay là Emarginata sinuata (loài điển hình của chi Emarginata Shelly, 1896)
- Cercomela schlegelii: Nay là Emarginata schlegelii
- Cercomela tractrac: Nay là Emarginata tractrac
- Cercomela melanura: Nay là Oenanthe melanura
- Cercomela familiaris: Nay là Oenanthe familiaris
- Cercomela scotocerca: Nay là Oenanthe scotocerca
- Cercomela dubia: Nay là Oenanthe dubia
- Cercomela fusca: Nay là Oenanthe fusca
- Cercomela sordida: Nay là Pinarochroa sordida

## Hình ảnh

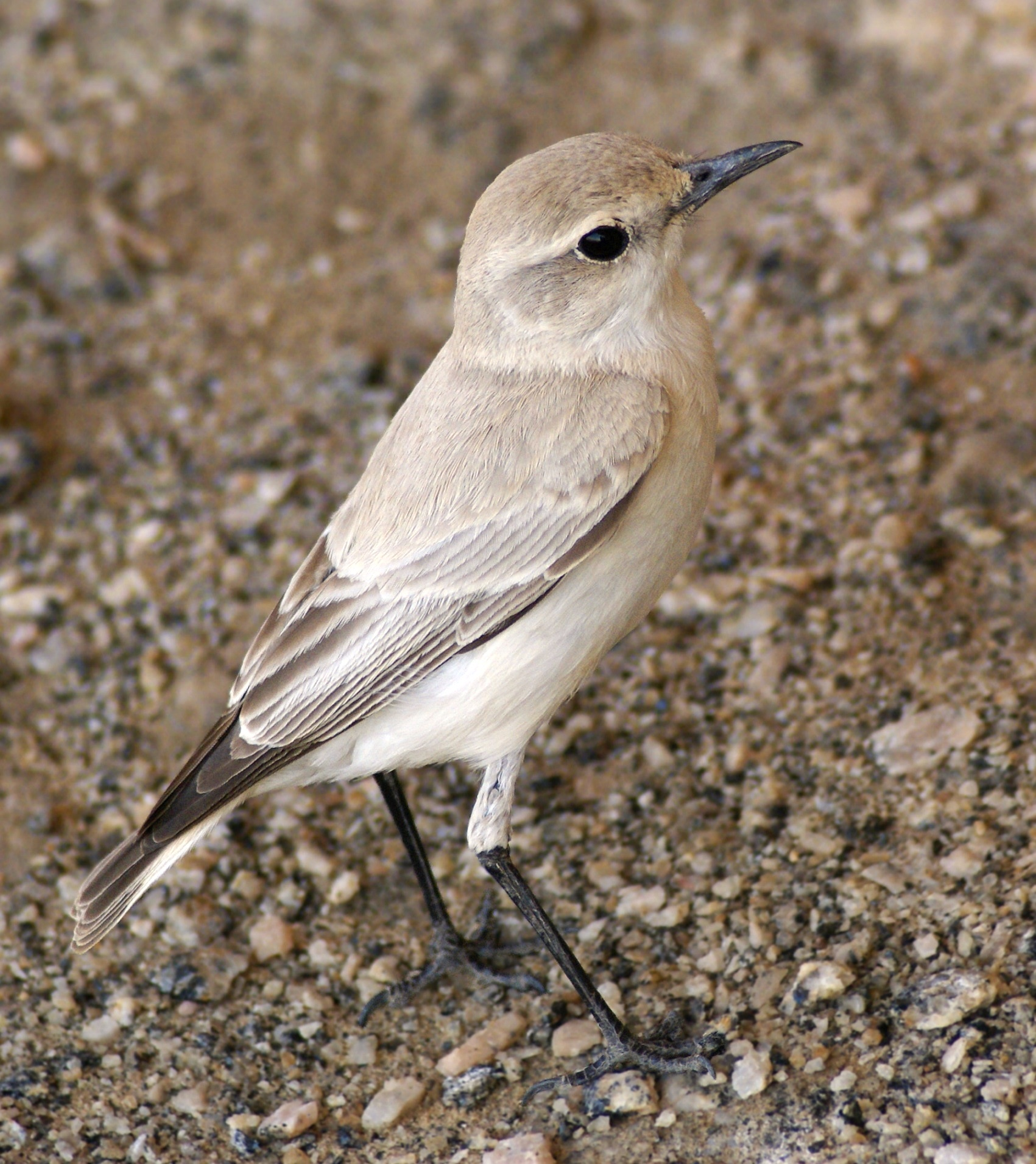
Emarginata tractrac
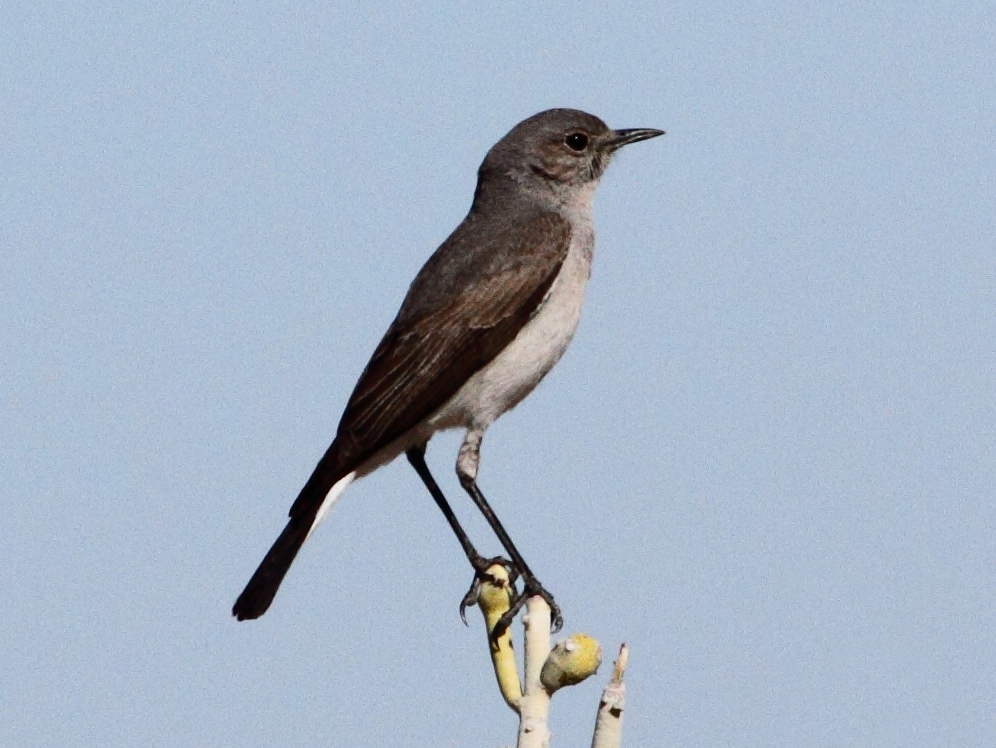
Emarginata schlegelii
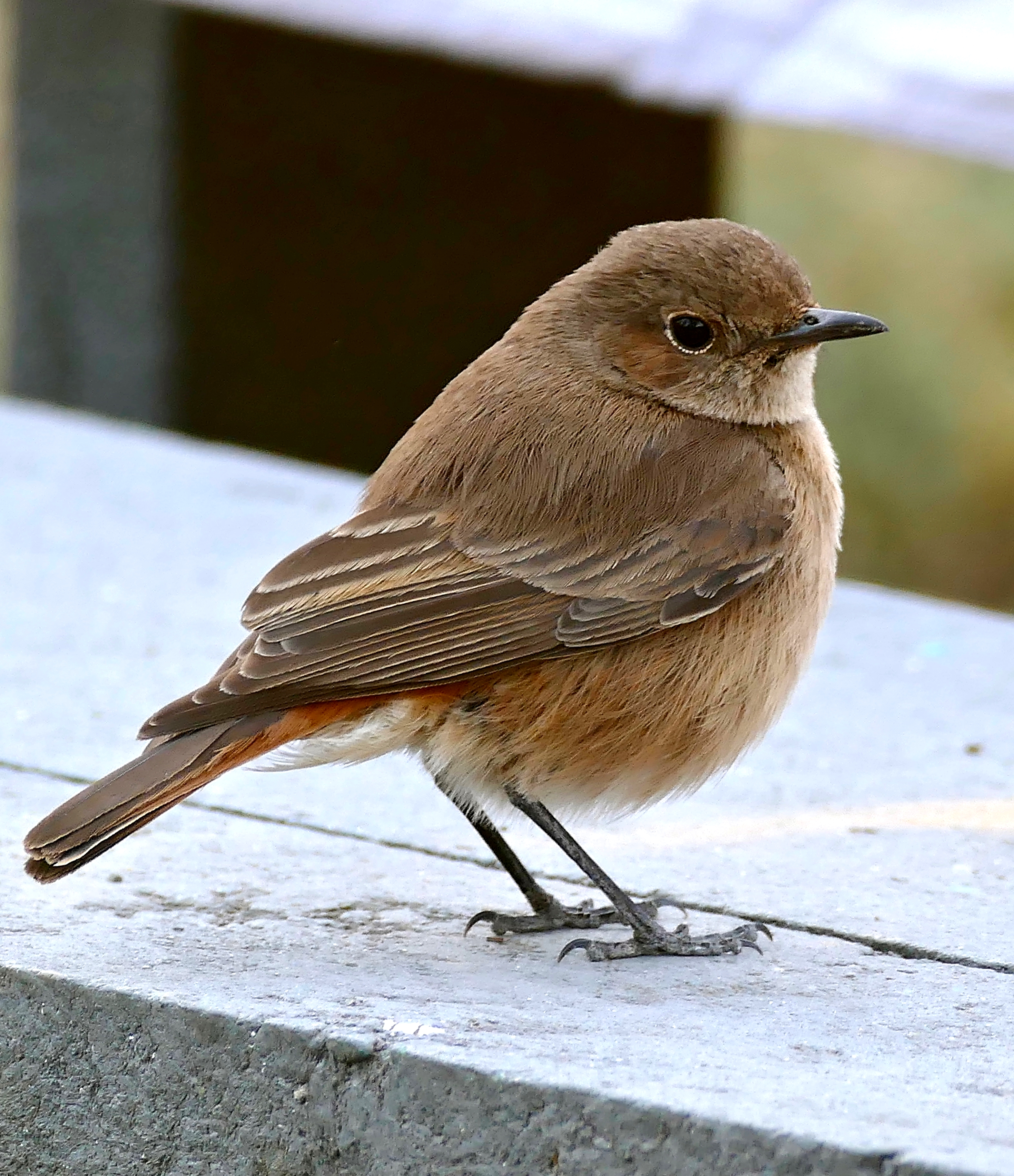
Oenanthe familiaris
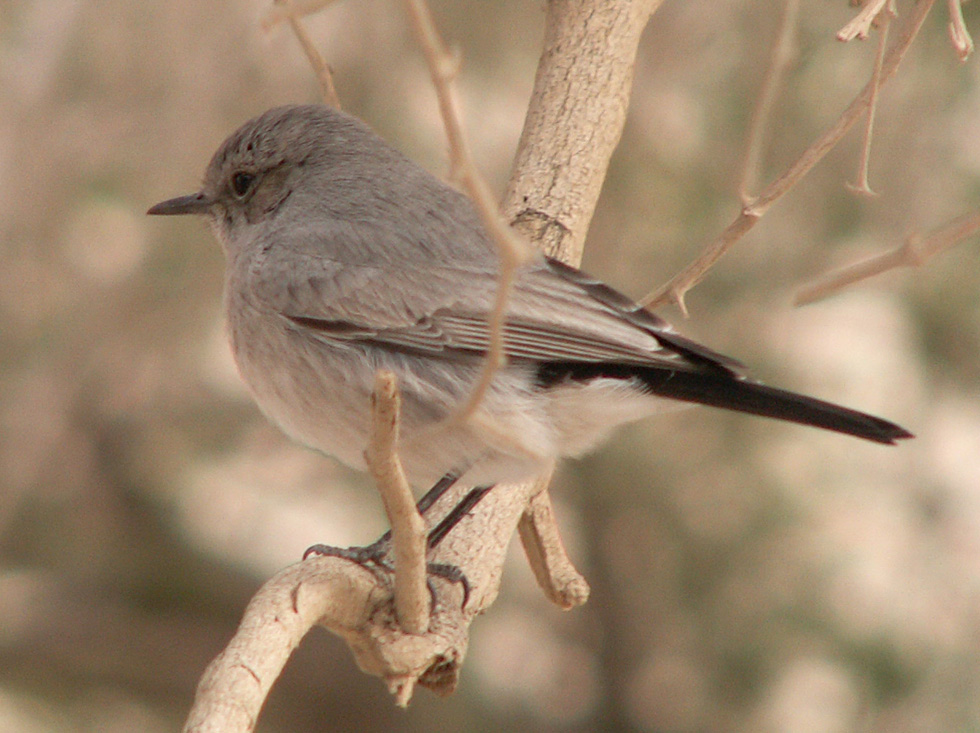
Oenanthe melanura